# Offa (Nigèria)
Offa és una ciutat localitzada a l'estat de Kwara, Nigèria central amb una població (cens del 2006) d'aproximadament 90.000 habitants en concret 88.975 habitants. La vegetació a la comarca d'Offa és sabana i la ciutat és notable pel seu comerç de teixits i tenyits, utilitzant tints vegetals crescuts localment com anyil i altres plantes. Offa és coneguda també pel cultiu de patates dolces i blat de moro que forma part de la dieta local. Bestiar, cabres i ovelles són també criats en l'entorn. Les religions principals a la ciutat són l'islam, el cristianisme i les religions tradicionals.
La tradició antiga per la que la ciutat és coneguda és la lluita. La rica història d'Offa està documentada en un llibre escrit per James Bukoye Olafimihan un educador i clergue, titulada Iwe Itan Offa, literalment traduït 'El Llibre de la Història de Offa'.
Offa és en la línia de ferrocarril de Lagos, que fou capital de Nigèria, i Offa va servir com a estació terme abans que la línia es va estendre al nord, a Kano i Nguru.
Les institucions terciàries a la ciutat inclouen el Federal Polytechnic, Offa, establerta el 1992, el Kwara State College of Health Technology (establerta el 1976), i la Nigeria Navy School of Health Sciences. Hi ha també dues universitats privades i un politècnic la construcció dels quals està a punt d'acabar-se.
Les dues famílies reials a la ciutat d'Offa són la Anilelerin i la Olugbense, ben conegudes a la història d'Offa. Algunes famílies prominents conegudes són els Olatinwos, el Ijaiyas i els Adekeyes. Individus prominents que són coneguts a tot el país són Fadilat Maolana Sheikh Jamiu Shamsudeen (Bulala), Fadilat Maolana Sheikh Mohammed Raji (Afelele), Aremo (Prof) Mosbalaje Olaloye Oyawoye, Capità de Grup Salaudeen Latinwo (retirat), Cap Sunday Olawoyin (més tard Asiwaju d'Offa), Cap Olatunji Emmanuel Adesoye, Tunji Olagunju, Awa Ibrahim, Alhaji Kunle Ajeigbe, Alhaji Leke Shitu, Justice Adegbite, Cap Ayo Raji i Dr. Ismaila Bello qui activament han ajudat en millorar les vides dels habitants d'Offa amb diversos programes.
Offa fou establerta al voltant de l'any 1000 per iorubes. Offatedo a l'estat d'Osun, Iyana Offa a l'estat d'Oyo, Offa a la Costa d'Ivori, tots emanen d'Offa. Els prominent cavallers caps d'Offa inclouen Esa, Ojomu, Sawo, Ola i Balogun. El nom d'elogi d'Offa és "Ijakadi Loro Offa", una frase ioruba que significa "la lluita és el nostre joc". La mascota de la ciutat és l'ocell paó que és una de les més prominents espècies aviaries exòtiques de la regió.